# محاسبات بصری
محاسبات بصری یک اصطلاح عمومی برای تمام رشته‌های علوم کامپیوتر است که با تصاویر و مدل‌های سه بعدی سروکار دارند، مانند گرافیک رایانه ای، پردازش تصویر، تجسم، بینایی رایانه، واقعیت مجازی و افزوده و پردازش ویدئو. محاسبات بصری همچنین شامل جنبه‌هایی از بازشناخت الگو، تعامل رایانه ای انسان، یادگیری ماشین و کتابخانه‌های دیجیتال است. چالش‌های اصلی کسب، پردازش، تجزیه و تحلیل و ارائه اطلاعات بصری (عمدتاً تصاویر و فیلم) هستند. زمینه‌های کاربردی شامل کنترل کیفیت صنعتی، پردازش و تجسم تصویر پزشکی، نقشه‌برداری، رباتیک، سیستم‌های چندرسانه ای، میراث مجازی، جلوه‌های ویژه در فیلم‌ها و تلویزیون و بازی‌های رایانه ای است.

## تاریخچه و بررسی اجمالی
محاسبات بصری اصطلاحی نسبتاً جدید است، که معنای فعلی خود را در حدود سال ۲۰۰۵ گرفت، زمانی که برای اولین بار نشست بین‌المللی محاسبات تصویری تشکیل شد. حوزه‌هایی از فناوری رایانه در مورد تصاویر، مانند قالب‌های تصویر، روش‌های فیلتر کردن، مدل‌های رنگی و معیارهای تصویر، در بسیاری از روش‌ها و الگوریتم‌های ریاضی مشترک هستند. وقتی دانشمندان علوم رایانه ای که در رشته‌های علوم رایانه ای مشغول به کار هستند، مانند تصاویر گرافیکی رایانه ای، پردازش تصویر و بینایی رایانه ای توجه شدند که روش‌ها و برنامه‌های آنها به‌طور فزاینده ای با هم تداخل دارند، شروع به استفاده از اصطلاح «محاسبات بصری» برای توصیف دسته جمعی این زمینه‌ها کردند. و همچنین روش‌های برنامه‌نویسی بر روی سخت‌افزار گرافیکی، ترفندهای دستکاری برای مدیریت داده‌های عظیم، کتاب‌های درسی و کنفرانس‌ها، جوامع علمی این رشته‌ها و گروه‌های کاری در شرکت‌ها بیشتر و بیشتر بهم پیوسته بودند.
علاوه بر این، برنامه‌ها به‌طور همزمان به تکنیک‌هایی بیش از یکی از این زمینه‌ها نیاز دارند. برای تولید مدلهای بسیار دقیق از اشیا پیچیده، به تشخیص تصویر، حسگرهای سه بعدی و الگوریتم‌های بازسازی احتیاج دارید و برای نمایش این مدل‌ها به تکنیک‌های ارائه واقع گرایانه با شبیه‌سازی پیچیده نور نیاز دارید. گرافیک در زمان واقعی پایه و اساس نرم‌افزارهای قابل استفاده مجازی و واقعیت افزوده‌است. تقسیم‌بندی خوب اندام‌ها پایه و اساس دستکاری تعاملی تصاویر سه بعدی اسکن‌های پزشکی است. کنترل ربات به شناخت اجسام فقط به عنوان مدلی از محیط اطراف خود نیاز دارد. و همه دستگاه‌ها (رایانه‌ها) به رابط‌های کاربری گرافیکی ارگونومیک نیاز دارند.
اگرچه بسیاری از مشکلات در جوامع علمی زیرشاخه‌های محاسبات بصری (که بیشتر تحت فرضیات آرمان گرایانه است) حل شده تلقی می‌شود، یک چالش بزرگ محاسبات بصری به عنوان یک کل، ادغام این راه حل‌های جزئی در محصولات قابل اجرا است. این شامل رسیدگی به بسیاری از مشکلات عملی از جمله پرداختن به انبوهی از سخت‌افزارها، استفاده از داده‌های واقعی (که اغلب اندازه آنها اشتباه است و/یا غول پیکر است) و عملیات توسط کاربران آموزش ندیده‌است. از این نظر، محاسبات بصری چیزی فراتر از مجموع زیرشاخه های آن است، گام بعدی به سمت سیستم‌های مناسب برای استفاده واقعی در همه زمینه‌ها با استفاده از تصاویر یا اشیا سه بعدی در رایانه است.

## رشته‌های محاسبات بصری
حداقل رشته‌های زیر، زیر رشته‌های فرعی محاسبات بصری هستند. توضیحات دقیق تر هر یک از این زمینه‌ها را می‌توان در صفحات ویژه پیوند یافت.
- گرافیک رایانه ای و انیمیشن رایانه ای

گرافیک رایانه ای اصطلاحی کلی برای همه تکنیک‌هایی است که در نتیجه با کمک رایانه، تصاویر تولید می‌کنند. برای تبدیل توصیف اشیا به تصاویر مطلوب، رندرینگ (گرافیک یارانه ای) گفته می‌شود که همیشه سازش بین کیفیت تصویر و زمان اجرا است.
- تجزیه و تحلیل تصویر و بینایی رایانه

تکنیک‌هایی که می‌توانند اطلاعات محتوا را از تصاویر استخراج کنند، تکنیک‌های تجزیه و تحلیل تصویر نامیده می‌شوند. بینایی رایانه ای توانایی رایانه‌ها (یا ربات‌ها) در شناخت محیط و تفسیر صحیح آن است.
- تجسم و تجزیه و تحلیل بصری

تجسم برای تولید تصاویری استفاده می‌شود که باید پیام‌ها با یکدیگر ارتباط برقرار کنند. داده‌ها ممکن است انتزاعی یا ملموس باشند، غالباً هیچگونه مولفه هندسی پیشینی ندارند. تجزیه و تحلیل بصری نظمی از تجزیه و تحلیل بصری تعاملی داده‌ها را توصیف می‌کند، همچنین به عنوان «علم استدلال تحلیلی پشتیبانی شده توسط رابط تصویری تعاملی» توصیف شده‌است.
- مدل‌سازی هندسی و چاپ سه بعدی

برای نمایش اشیا برای ارائه، به روشهای خاص و ساختارهای داده‌ای نیاز دارد که با اصطلاح مدلسازی هندسی همراه است. علاوه بر توصیف و تکنیک‌های هندسی تعاملی، داده‌های حسگر بیشتر و بیشتر برای بازسازی مدل‌های هندسی استفاده می‌شوند. الگوریتم‌هایی برای کنترل کارآمد چاپگرهای سه بعدی نیز به حوزه محاسبات بصری تعلق دارند.
- پردازش تصویر و ویرایش تصویر

در مقابل تجزیه و تحلیل تصویر، پردازش تصویر، تصاویر را دستکاری می‌کند تا تصاویر بهتری تولید کند. «بهتر» می‌تواند معانی بسیار متنوعی با کاربرد مربوطه داشته باشد. همچنین، باید از ویرایش تصویر که دستکاری تعاملی تصاویر را بر اساس اعتبار انسان توصیف می‌کند، مورد تبعیض قرار گیرد.
- واقعیت مجازی و افزوده شده

تکنیک‌هایی که احساس غوطه ور شدن در یک دنیای ساختگی را ایجاد می‌کنند واقعیت مجازی نامیده می‌شوند. الزامات واقعیت مجازی شامل نمایشگرهای سربند، ردیابی در زمان واقعی و ارائه با کیفیت بالا در زمان واقعی است. واقعیت افزوده کاربر را قادر می‌سازد علاوه بر اشیای مجازی، محیط واقعی را نیز مشاهده کند که این واقعیت را تقویت می‌کند. دقت مورد نیاز در سرعت ارائه و دقت ردیابی در اینجا به‌طور قابل توجهی بالاتر است.
- تعامل رایانه ای انسان

برنامه‌ریزی، طراحی و استفاده از رابط‌های بین افراد و رایانه‌ها تنها بخشی از هر سیستم شامل تصاویر نیست. با توجه به پهنای باند بالای کانال بینایی انسان (چشم)، تصاویر نیز بخش ترجیحی از رابط‌های کاربری ارگونومیک در هر سیستم هستند، به طوری که تعامل انسان و کامپیوتر نیز بخشی جدایی ناپذیر از محاسبات بصری است.